# REVTeX
REVTeX је збирка LaTeX макроа коју одржава и дистрибуира Америчко физичко друштво са помоћним датотекама и водичима подршкама корисницима, као део “REVTeX toolbox.” REVTeX је популаран међу научницима који су објављени од стране Америчког друштва физичара (APS), Америчког института физике (AIP), Оптикалног друштва Америке (OSA). REVTeX је прихватило неколико других техничких издавача као добро.
REVTeX је креирао APS да подржи своје ауторе у уређивању и да олакша производњу APS часописа. Након REVTeX-овог оригиналног ослобођења и APS-овог успеха са електронским јавним прогамима, заједничким напорима APS-а, AIP-а, OSA-е, и Америчког астрономског друштва (AAS) покренута је координација ревизије REVTeX-а и AASTeX-а (користе је AAS аутори). Резултат је REVTeX-ова верзија да APS, AIP, и OSA аутори могу да је користе, са минималним утицајем у односу на ауторе који су поднели на више научних часописа.
REVTeX је лиценциран као пројекат јавне LaTeX лиценце.